# 平原慎太郎
平原 慎太郎（ひらはら しんたろう、1981年 - ）は、日本のダンサー、振付家。ダンスカンパニーOrganWorks主宰。北海道小樽市出身。
クラシックバレエ、HipHopのキャリアを経てコンテンポラリーダンスの専門家としてダンサー、振付家、ステージコンポーザー、ダンス講師として活動。
また、ダンスカンパニーOrganWorksを主宰し創作活動を行う。

## 来歴
2004年から07年まで金森穣率いるNoismに所属。その後、国内外でダンサー、振付、WS講師として活動。
近藤 良平主宰コンドルズ、大植真太郎主宰の「C/Ompany」や大植真太郎、森山未來との「談ス」等、国内外のダンス作品に参加。
能楽師 津村禮次郎との共作、劇団イキウメ、小林賢太郎、小林顕作、白井晃などに振付提供、美術家 塩田千春や播磨みどり作品とのコラボレーション等、他分野のアーティストとの交流も盛んに行う。
雑誌「BRUTUS」の特集『つぎのひと。～ 明日を変える人物カタログ～』でパフォーミングアーツ部門で選出される。
2021年開催の2020年東京オリンピックの開会式と閉会式では、Director of Choreography（振付ディレクター）を務めた。閉会式後の会見では、閉会式での舞踏や演技について「とにかくカオスを作ろうとしました」「しっかり自分のカオスというの自分の中にあって〔ママ〕、ただその中に秩序を見出すのもまた個々のこれからの心の持ちようかなと、社会の取り組みなのかなと思いましたので、まずカオスを作ってそれを秩序化していくプロセスをみんなで楽しむ、ひとつの音楽で楽しむ」などと述べた。

## 受賞歴
- 2013年 韓国国際ダンスフェスティバル（KDMC）にて最優秀振付家賞
- 2015年 小樽市文化奨励賞受賞[3]
- 2016年 トヨタコレオグラフィーアワードにて次代を担う振付家賞、オーディエンス賞をW受賞[1]
- 2017年 日本ダンスフォーラム、ダンスフォーラム賞受賞[2]